# Джон Гудмен
Джон Стівен Гудмен (англ. John Stephen Goodman; 20 червня 1952) — американський актор та продюсер, лауреат премій «Золотий глобус» (1993) і «Еммі» (2007). Відомий ролями у фільмах братів Коенів 1990-х років і в «оскароносному» «Артисті» (2011).

## Біографія
Джон Гудмен народився 20 червня 1952 року у Нижньому Еффтоні — неподалік від Сент-Луїса штат Міссурі у родині поштового службовця. Його батько помер від серцевого нападу, коли Джонні було два роки, його матері, Вірджинії Гудмен, довелося виховувати трьох дітей (молодшу сестру Бетті та старшого брата Леслі) наодинці.
Зі шкільного віку Джон брав участь у шкільних постановках. 1968 року відбувся його театральний дебют. 1970 року Гудмен вступив до місцевого коледжу, звідки потім перевівся до Південно-Західного університету штату Міссурі. Протягом навчання його старший брат Леслі Гудмен всіляко допомагав Джону, дозволяючи йому не думати про гроші та зосередитися на майбутній кар'єрі актора. 1975 року Джон Гудмен закінчив коледж зі ступенем з акторської майстерності. Після коледжу Джон Гудмен вирішив переїхати до Нью-Йорку. Спочатку Гудмен брав участь у дитячих театральних постановках та підробляв кухарем у театрі.
1978 року Джон дебютував у невеликий постановці на Бродвеї «Сон у літню ніч». Через деякий час Гудмен брав участь у різних відомих бродвейських мюзиклах 1990-х років, на початку як актор другого плану. З часом він почав грати головні ролі. Критика особливо відзначала його участь у п'єсах «Втрачаючи кінці» (1979) і «Велика ріка» (1985).

## Фільмографія

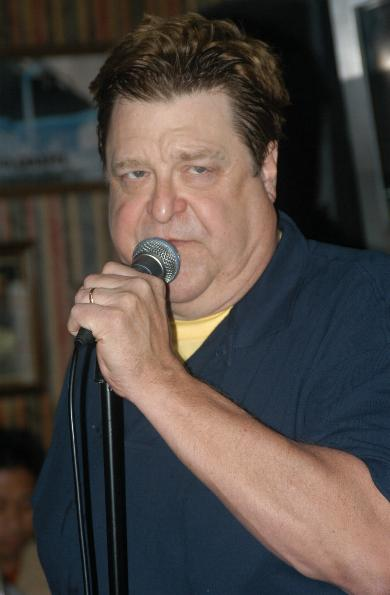
Джон Гудмен у 2006 році

- 1975 — Суботнього вечора в прямому ефірі / Saturday Night Live
- 1978 — Jailbait Babysitter
- 1983 — Обличчя люті / Face of Rage
- 1983 — Втеча Едді Макона / Eddie Macon's Run
- 1983 — Школа виживання / Survivors
- 1984 — Канібали-гуманоїди з підземелля / C.H.U.D.
- 1984 — Коханці Марії / Maria's Lovers
- 1984 — Помста придурків / Revenge of the Nerds
- 1985 — Солодкі мрії / Sweet Dreams
- 1986 — Правдиві історії / True Stories
- 1987 — Злодійка / Burglar
- 1987 — Murder Ordained / Murder Ordained
- 1987 — Великий кайф / Big Easy
- 1987 — Виховуючи Аризону / Raising Arizona
- 1988 — Скаути / The Wrong Guys
- 1988 — Родзинка / Punchline
- 1988 — Стовідсотковий американець для всіх / Everybody's All-American
- 1989 — Море кохання / Sea of Love
- 1989 — Завжди / Always
- 1990 — Боязнь павуків / Arachnophobia
- 1990 — Стелла / Stella
- 1991 — Бартон Фінк / Barton Fink
- 1991 — Король Ральф / King Ralph
- 1992 — Малюк / The Babe
- 1993 — Уроки кохання / Born Yesterday
- 1993 — Денний сеанс / Matinee
- 1993 — Ми повернулися! Історія динозаврів / We're Back! A Dinosaur's Story
- 1994 — Флінтстоуни / Flintstones
- 1994 — Підручний Хадсакера / Hudsucker Proxy
- 1995 — Трамвай Бажання / Streetcar Named Desire
- 1995 — Kingfish: A Story of Huey P. Long
- 1996 — Мати-ніч / Mother Night
- 1996 — Пиріг в небі / Pie in the Sky
- 1997 — Злодюжки / Borrowers
- 1998 — Мак-мільйонер / Real Macaw
- 1998 — Олень Рудольф / Rudolph the Red-Nosed Reindeer: The Movie
- 1998 — Брудна робота / Dirty Work
- 1998 — Той, що занепав / Fallen
- 1998 — Брати Блюз 2000 / Blues Brothers 2000
- 1998 — Великий Лебовські / Big Lebowski
- 1999 — Західне крило / The West Wing
- 1999 — Джек Булл / Jack Bull
- 1999 — Скажені гроші / Runner
- 1999 — Воскрешаючи мерців / Bringing Out the Dead
- 1999 — Зараз або ніколи / Now and Again
- 2000 — О, де ж ти, брате ? / O Brother, Where Art Thou?
- 2000 — З якої ти планети? / What Planet Are You From?
- 2000 — Пригоди Роккі та Буллвінкля / Adventures of Rocky & Bullwinkle
- 2000 — Пригоди імператора / Emperor's New Groove
- 2000 — З днем народження! / Happy Birthday
- 2000 — Бар «Бридкий койот» / Coyote Ugly
- 2001 — Корпорація монстрів / Monsters, Inc.
- 2001 — На самому краю / On the Edge
- 2001 — Казкар / Storytelling
- 2001 — Ніч у барі Мак-Кула / One Night at McCool's — детектив Делінг
- 2001 — Мій перший чоловік / My First Mister
- 2002 — Нова машина Майка / Mike's New Car
- 2002 — Брудні справи / Dirty Deeds
- 2003 — Шоу століття / Masked and Anonymous
- 2003 — Книга джунглів 2 / Jungle Book 2
- 2004 — Велике кіно Кліффорда / Clifford's Really Big Movie
- 2004 — Будинок фобій / Home of Phobia
- 2004 — Біля моря / Beyond the Sea
- 2004 — Батько прайду / Father of the Pride
- 2005 — Пригоди імператора 2: Пригоди Кронка / Kronk's New Groove
- 2006 — Студія 60 на Сансет-Стрип / Studio 60 on the Sunset Strip
- 2006 — Рік без Санта-Клауса / Year Without a Santa Claus
- 2006 — Тачки / Cars
- 2007 — Смертний вирок / Death Sentence — Боунс Дарл
- 2007 — Бі Муві: Медова змова / Bee Movie
- 2007 — Еван Всемогутній / Evan Almighty
- 2008 — Спіді-гонщик / Speed Racer
- 2009 — Зізнання шопоголіка / Confessions of a Shopaholic
- 2009 — Принцеса та Жаба / Princess and the Frog
- 2009 — Іванна — жінка на папському престолі / Pope Joan
- 2009 — Мун з Алабами / Alabama Moon
- 2009 — В електричному тумані / In the Electric Mist
- 2009 — П'яний човен / Drunkboat
- 2010 — Ви не знаєте Джека / You Don't Know Jack
- 2011 — Червоний штат / Red State
- 2011 — Роби ноги 2 / Happy Feet Two
- 2011 — Надзвичайно гучно і неймовірно близько / Extremely Loud & Incredibly Close — Стен
- 2011 — Артист / The Artist
- 2012 — Паранорман / ParaNorman
- 2012 — Операція «Арго» / Argo
- 2012 — Кручений м'яч / Trouble with the Curve
- 2012 — Рейс / Flight
- 2013 — Похмілля: Частина III / Hangover Part III
- 2013 — Стажери / The Internship
- 2013 — Університет монстрів / Monsters University
- 2013 — Всередині Люїна Девіса / Inside Llewyn Davis
- 2014 — Мисливці за скарбами / The Monuments Men
- 2014 — Гравець / The Gambler
- 2014 — Трансформери: Час вимирання / Transformers: Age of Extinction
- 2015 — Трамбо / Trumbo
- 2016 — Вулиця Монстро, 10 / 10 Cloverfield Lane
- 2016 — Ретчет і Кланк: Галактичні рейнджери / Ratchet & Clank
- 2016 — День Патріота / Patriots Day
- 2017 — Конг: Острів Черепа / Kong: Skull Island
- 2017 — Атомна блондинка / Atomic Blonde
- 2017 — Його собаче діло / Once Upon a Time in Venice
- 2017 — Трансформери: Останній лицар / Transformers: The Last Knight
- 2017 — Валеріан і місто тисячі планет / Valerian and the City of a Thousand Planets
- 2019 — Битва за Землю / Captive State

## Нагороди
- 2007 — «Еммі»: Найкращий запрошений актор драматичного серіалу, серіал «Студія 60 на Сансет Стріп»